# Никанор (Неслуховський)
Никанор Неслуховський (пол. Arcybiskup Nikanor, у миру Микола Неслуховський, пол. Mikołaj Niesłuchowski, 8 березня 1909, Рованичі, Ігуменський повіт, Мінська губернія — 19 лютого 1985, Білосток) — єпископ Православної церкви Польщі, архієпископ Білостоцький і Гданський.

## Біографія
Народився 8 березня 1909 року в білоруському селі Рованичі в родині псаломщика. Початкову школу закінчив у Острівцях (нині Несвізький район), куди прибув разом з батьками в 1912 році.
У 1930 році закінчив Віленську духовну семінарію. У 1934 році закінчив православний Богословський факультет Варшавського університету.
Овдовів у 1944 році, коли його дружина Ольга загинула під час радянсько-німецьких боїв біля села Ячно на Білосточчині. Сам священик був тоді поранений.
9 грудня 1952 митрополит Варшавський Макарій Оксіюк представив собору єпископів Православної церкви Польщі три кандидатури для єпископської хіротонії для заміщення Вроцлавської і Щецинської кафедри: священника Миколу Неслуховського, священика Яна Левяжа і архімандрита Стефана (Рудика). Собор єпископів вибрав останнього.
У травні 1953 року в складі делегації Православної церкви Польщі був присутній на Третьому церковно-народному соборі в Софії.
У 1964 році, будучи протоієреєм, висвячений у єпископи. Після цього прийняв чернецтво з ім'ям Никанор.
21 лютого 1965 хіротонізований на єпископа Люблінського, вікарія Варшавської єпархії.
Рішенням Архієрейського Собору 5 травня 1966 року призначений єпископом Білостоцьким і Гданським. Настолований 8 травня того ж року.
У 1978 році піднесений до рангу архієпископа, а через два роки отримав право носіння діамантового хреста на клобуці.
18 липня 1981 року пішов на спокій за станом здоров'я.
Помер 19 лютого 1985 року в Білостоці та був похований на цвинтарі церкви Всіх Святих.